# Rotterdamský přístav
Rotterdamský přístav je největší námořní přístav v Evropě nacházející se v nizozemské provincii Jižní Holandsko. Leží v oblasti společné delty řek Rýn a Máza do Severního moře. Má protáhlý tvar táhnoucí se v délce 42 km od historického centra Rotterdamu až k ústí uměle vytvořeného vodního kanálu Nieuwe Waterweg („Nová vodní cesta“) do moře u města Hoek van Holland. Zaujímá celkovou plochu 126 km². Západní část přístavu Maasvlakte vznikla získáním pevniny na místě původního moře pomocí nasávání písku z okolního mořského dna a jeho ukládání na místě vznikající pevniny. Východní část přístavu je od roku 1997 chráněna před záplavami přicházejících z otevřeného moře mohutnou pohyblivou konstrukcí přílivové bariéry Maeslantkering, která byla zbudována v rámci projektu Deltawerken.
V roce 2019 prošlo přístavem zboží o souhrnné hmotnosti 469,4 milionů tun a 14,8 milionů kontejnerů TEU, což z něj dělá desátý největší přístav kontejnerové přepravy.

## Fotogalerie

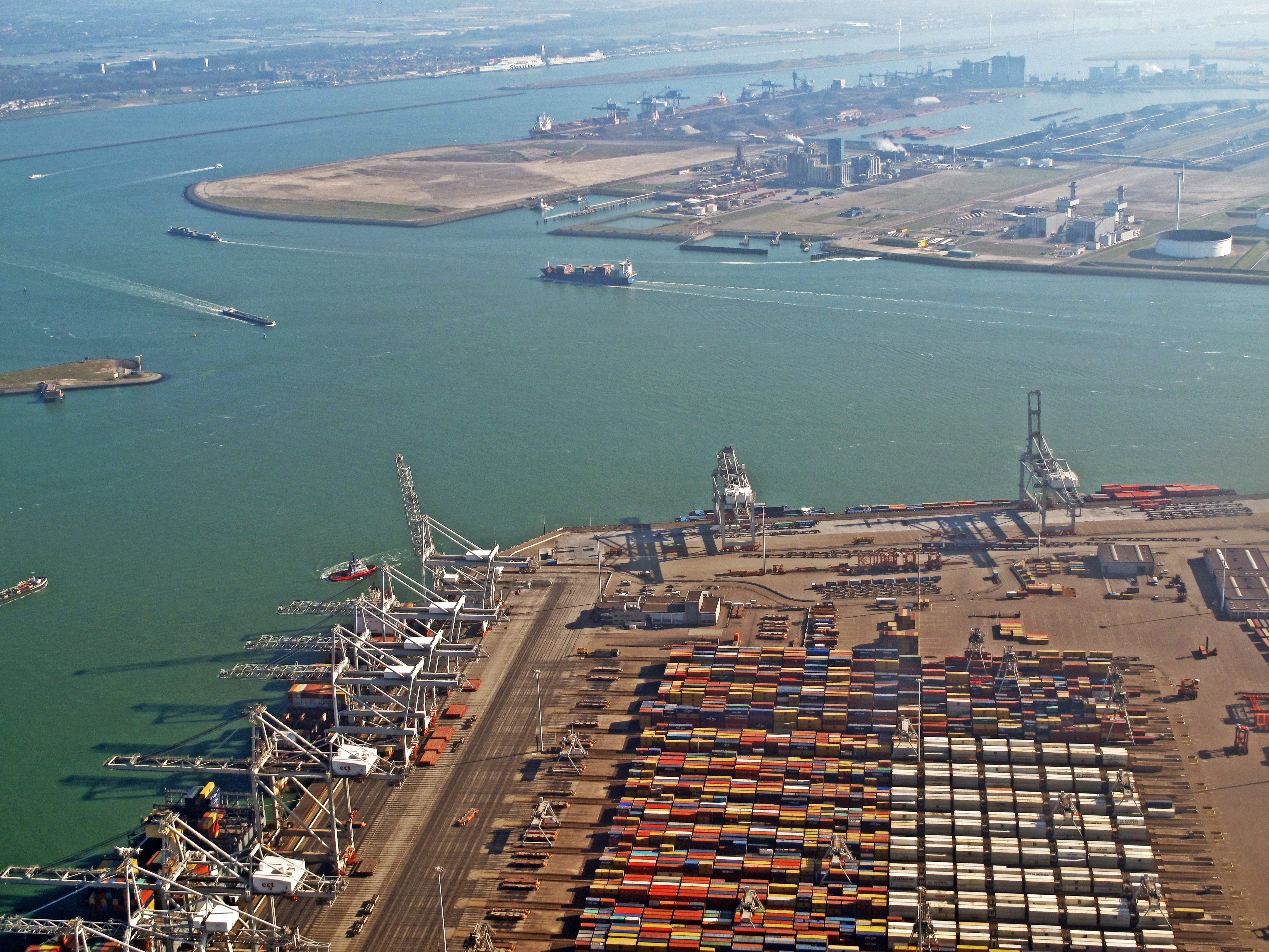
Maasvlakte
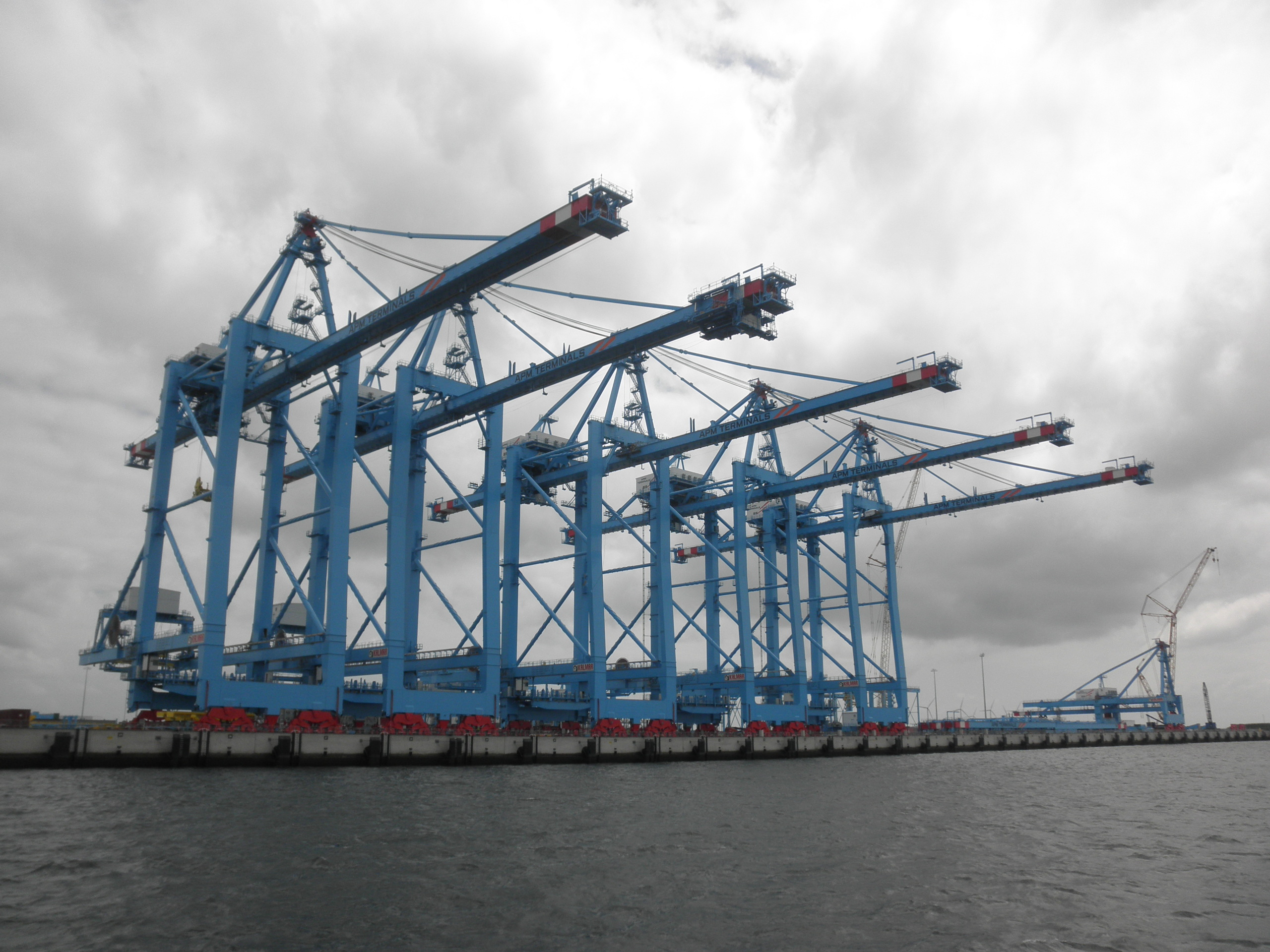
jeřáby pro manipulaci s kontejnery
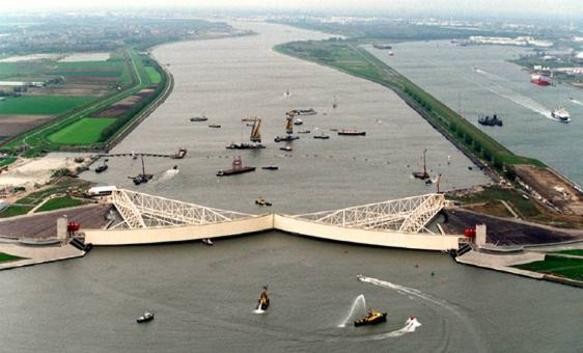
přílivová bariéra Maeslantkering
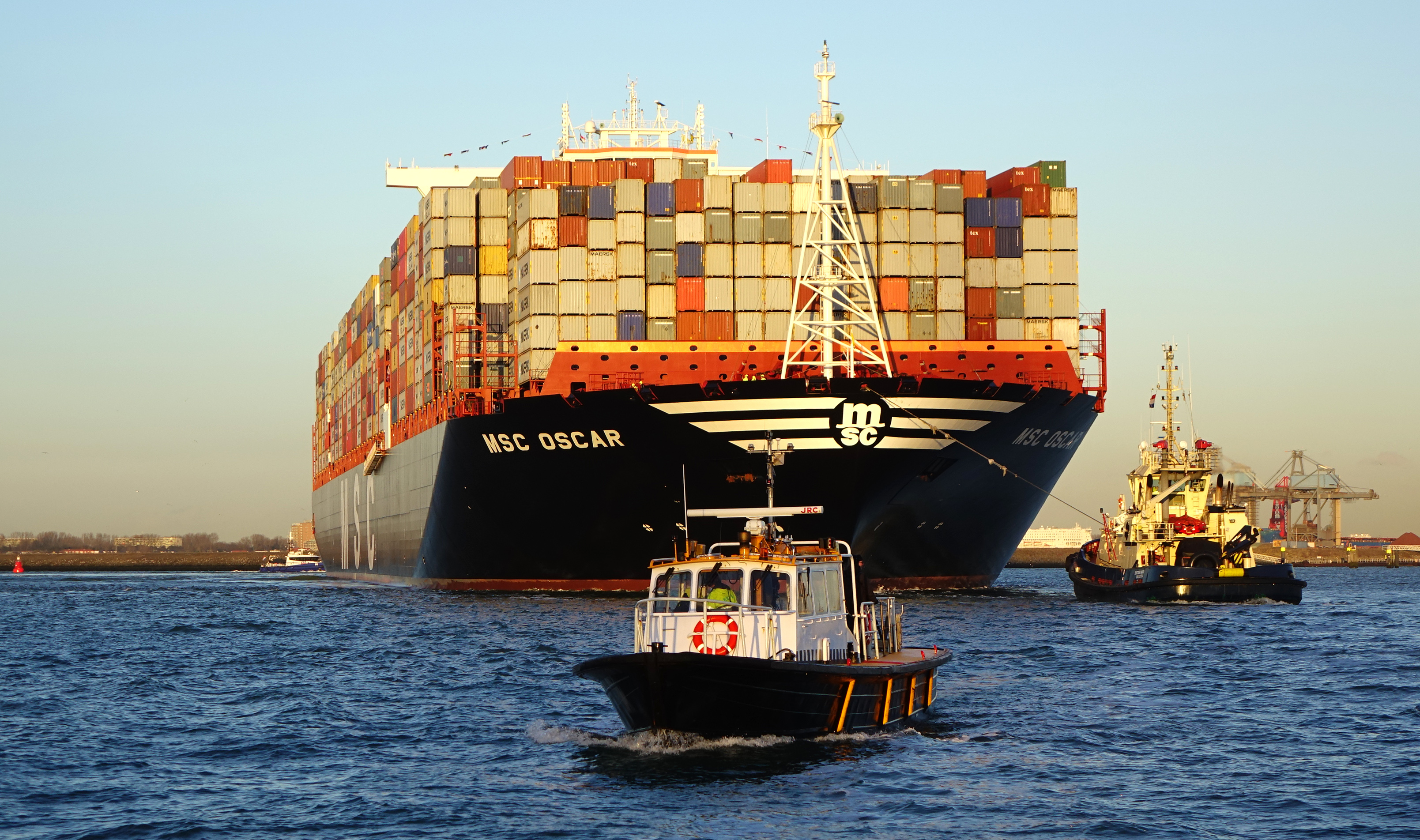
kontejnerová loď MSC Oscar